# Дороги повинні рухатися
Дороги повинні рухатися (англ. The Roads Must Roll) — науково-фантастичне оповідання Роберта Гайнлайна, опубліковане 1940 року. Входить до циклу творів «Історія майбутнього».

## Сюжет
У 1950-их роках близько 80 млн приватних автомобілів у США спочатку зумовили розростання міст, а потім стали причиною транспортного колапсу. Справдилось передбачення Герберта Уеллса: розміри міст обмежуються тільки пропусною спроможністю їхніх транспортних магістралей.
У 1955 році «головна вулиця Америки» – шосе № 66 (Лос-Анджелес — Чикаго), була перебудована на хайвей з мінімальною швидкістю шістдесят миль за годину.
Автомобілі спричинили більше жертв, ніж війна, а суми виплачені стаховими компаніями, перевищили потрачені на їхню купівлю. Кампанії за безпеку руху стали хронічним явищем.
Попри заклики до економії ресурсів, нафта та вугілля були спалені переважно завдяки автомобілям.
У 1957 році Конгрес прийняв закон, що відносив нафту до стратегічного резерву і надавав Збройним силам приорітетне право на всі її запаси.
Потім майже одночасно відбулись дві події — отримання дешевої сонячної енергії та запуск першої механічної дороги.
Ці технологічні зміни стали основою нової соціальної структури, де сільська та міська культури злились в одну, об'єднану дешевим та швидким транспортом.
Механічні стрічки різної швидкості (англ. roadtown) перевозили десятки мільйонів людей, а також обросли бізнесами послуг, що обслуговували людей, які перебували на них.
Попри шок суспільства від масовості жертв при кожній аварії, дороги після коротких зупинок запускали знову. Оскільки люди буквально залишались відрізані від цивілізації.
Механічні стрічки стали основою економіки та суспільства, як колись бавовноочисні машини для Старого Півдня, чи парова машина для Британської імперії.
Ларрі Гейнс, головний інженер роудтауна Дієго-Ріно, обідає в ресторані на дорозі, коли одна з сусідніх смуг неочікувано зупиняється, завдаючи шкоди тисячам пасажирів. Гейнс дізнається, що це саботаж. Техніки, які обслуговують ділянку дороги Стоктон, виявляються послідовниками радикальної соціальної теорії «функціоналізм», яка стверджує, що влада повинна належати найбільш важливим спеціальностям у суспільстві. Ця примітивна теорія не враховує, наскільки в сучасній економіці всі залежні один від одного. Заколотники починають шантажувати уряд.
Дороги управляються транспортними кадетами, елітною воєнізованою організацією, утвореною для підтримки цієї важливої інфраструктури. Захоплення повстанцями стрічки було демонстрацією з метою заохотити своїх колег-техніків у всій країні повстати проти кадетів і розпочати функціоналістську революцію.
Увійшовши до службових тунелів під дорогою, Гейнс, спілкуючись під шум машин розробленою для транспортників мовою жестів, бере командування на себе і вводить надзвичайний стан. Він не зупиняє дорогу, щоб мільйони пасажирів не застрягли, а наказує військовим евакуювати пасажирів з ділянки, яку контролюють заколотники. Озброєні кадети, розбиті на загони, пересуваючись тунелем на «жуках» (гіроскопічно стабілізованих моноколесах (англ. tumblebugs)), затримують всіх техніків і переключають управління двигунами на не захоплений центр керування. Один із техніків, використовуючи свою стандартну гарнітуру з активним контролем шуму, встигає повідомити про атаку штаб заколотників.
Гейнс викликає офіс Стоктона і дізнається, що лідером повстання є «Коротун» Ван Клік, заступник головного інженера сектора Сакраменто. «Коротун» загрожує вбити мільйони людей, одним натиском кнопки підірвавши дорогу, якщо Гейнс не капітулює. Гейнс не розуміє, як «Коротун» переконав так багато техніків допомагати йому, оскільки психологічні тести відфільтровують ненадійних людей. Потім Гейнс усвідомлює, що «Коротун», маючи доступ до результатів тестів, зміг перемістити потрібних робітників на свою дільницю. Вивчаючи результати тестів «Коротуна» Гейнс знаходить невротичні ознаки.
Гейнс вирушає до офісу Стоктона на переговори з «Коротуном», він використовує його психологічний портрет, щоб залякати і забрати кнопку. Кадети нападають на офіс, заколот придушують.
Пізніше Гейнс розмірковує про зміни, які потрібно внести, щоб запобігти повторенню таких подій: більше психологічного тестування, більше нагляду та підвищення морального духу. Залишається відкритим питання лат. Qui custodiet ipsos custodes? «Хто наглядатиме за наглядачами?»

## Цитати
|  | Пішоходів саркастично відносили до однієї з двох груп — швидких чи мертих. Оригінальний текст (англ.) Pedestrians were sardonically divided into two classes, the quick, and the dead. |

|  | Пішоход — це людина, що змогла найти місце де припаркувати машину. Оригінальний текст (англ.) But a pedestrian could be defined as a man who had found a place to his car. |

|  | Крупне індустріальне суспільство потребує відповідний транспорт, і не стільки для людей, як для розвитку економіки. Оригінальний текст (англ.) A large, industrialized population must have large-scale transportation, not only for people, but for trade. |

|  | Коли суспільство залежить від машин, воно є заручником людей, що обслуговують ці машини, від їх відповідальності та моралі. Оригінальний текст (англ.) When a population is dependent on a machine, they are hostages of the men who tend the machines. |